# Oppenweiler
Oppenweiler è un comune tedesco di 4 310 abitanti, situato nel land del Baden-Württemberg.
È bagnato dalle acque della Murr.